# Bezirk Trembowla

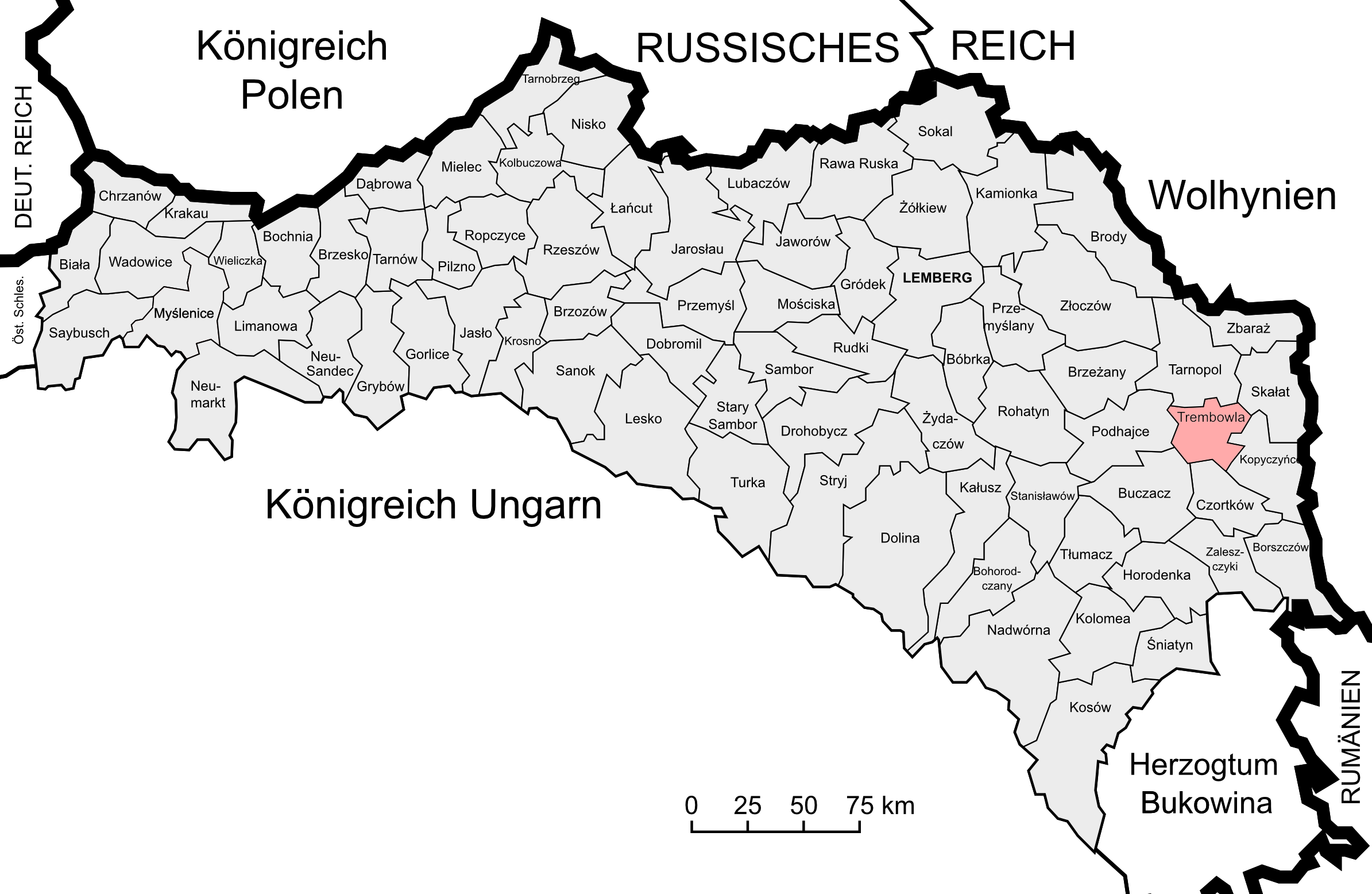
Lage des Bezirks Trembowla im Kronland Galizien und Lodomerien

Der Bezirk Trembowla war ein politischer Bezirk im Kronland Galizien und Lodomerien. Sein Gebiet umfasste Teile Ostgaliziens in der heutigen Westukraine (Oblast Ternopil, Rajon Terebowlja sowie Rajon Tschortkiw), Sitz der Bezirkshauptmannschaft war die Stadt Trembowla. Im November 1918 war der Bezirk nach dem Zusammenbruch der Donaumonarchie am Ende des Ersten Weltkriegs kurzzeitig Teil der Westukrainischen Volksrepublik.
Er grenzte im Norden an den Bezirk Tarnopol, im Nordosten an den Bezirk Skałat, im Osten an den Bezirk Husiatyn, im Süden an den Bezirk Czortków, im Südwesten an den Bezirk Buczacz sowie Westen an den Bezirk Podhajce.

## Geschichte
Ein Vorläufer des späteren Bezirks (Verwaltungs- und Justizbehörde zugleich) wurde zum Ende des Jahres 1850 geschaffen, die Bezirkshauptmannschaft Trembowla war dem Regierungsgebiet Stanislau unterstellt und umfasste folgende Gerichtsbezirke:
- Gerichtsbezirk Trembowla
- Gerichtsbezirk Mikulińce
- Gerichtsbezirk Złotniki
- Gerichtsbezirk Chorostkow

Nach der Kundmachung im Jahre 1854 kam es am 29. September 1855 zur Einrichtung des Bezirksamtes Trembowla (weiterhin für Verwaltung und Gerichtsbarkeit zuständig) innerhalb des Kreises Tarnopol.
Nachdem die Kreisämter Ende Oktober 1865 abgeschafft wurden und deren Kompetenzen auf die Bezirksämter übergingen, schuf man nach dem Österreichisch-Ungarischen Ausgleich 1867 auch die Einteilung des Landes in zwei Verwaltungsgebiete ab. Zudem kam es im Zuge der Trennung der politischen von der judikativen Verwaltung zur Schaffung von getrennten Verwaltungs- und Justizbehörden. Während die gerichtliche Einteilung weitgehend unberührt blieb, fasste man Gemeinden mehrerer Gerichtsbezirke zu Verwaltungsbezirken zusammen.
Der neue politische Bezirk Trembowla wurde aus folgenden Bezirken gebildet:
- Bezirk Trembowla (mit 29 Gemeinden)
- Teilen des Bezirks Złotniki (Gemeinden Brykula Nowa, Brykula Stara, Chmiełówka, Darachów, Zajworówka, Mogilnica Pantalicha, Romanówka, Sokołów, Chatki, Sokolniki, Markt Wiśniowczyk, Złotniki, Burkanów, Tiutków, Zarwanica)
- Teilen des Bezirks Mikulińce (Gemeinden Iławcze mit Józefówka, Łosniów)

Der Bezirk Trembowla bestand bei der Volkszählung 1910 aus 46 Gemeinden sowie 39 Gutsgebieten und umfasste eine Fläche von 697 km². Hatte die Bevölkerung 1900 noch 77.212 Menschen umfasst, so lebten hier 1910 81.048 Menschen. Auf dem Gebiet lebten dabei mehrheitlich Menschen mit polnischer Umgangssprache (52 %) und griechisch-katholischem Glauben, Juden machten rund 9 % der Bevölkerung aus.

## Ortschaften
Auf dem Gebiet des Bezirks bestanden 1910 Bezirksgerichte in Budzanów und Trembowla, diesen waren folgende Orte zugeordnet:
Gerichtsbezirk Budzanów:
- Markt Budzanów
- Markt Janów
- Kobyłowłoki bestehend aus den Ortsteilen Kobyłowłoki und Papiernia
- Laskowce bestehend aus den Ortsteilen Kulczyce und Laskowce
- Młyniska
- Mogielnica
- Romanówka
- Skomorosze
- Słobódka Janowska
- Wierzbowiec

Gerichtsbezirk Trembowla:
- Bernadówka
- Boryczówka
- Brykula Nowa
- Brykula Stara
- Chmielówka
- Darachów
- Dereniówka
- Dołhe
- Hleszczawa
- Humniska
- Iławcze
- Iwanówka
- Krowinka
- Łoszniów
- Małów
- Nałuże
- Nowy Tyczyn
- Ostrowczyk
- Pantalicha
- Plebanówka
- Podgórzany
- Podhajczyki Justynowe
- Ruzdwiany
- Semenów
- Słobódka Strusowska
- Markt Strusów
- Tiutków
- Stadt Trembowla
- Warwaryńce
- Wolica Trembowelska
- Załawie
- Zaścinocze
- Zazdrość
- Zubów